# Wulsbüttel
Wulsbüttel (niederdeutsch Wolsbuddel) ist eine Ortschaft in der Einheitsgemeinde Hagen im Bremischen im niedersächsischen Landkreis Cuxhaven.

## Geografie

### Lage
Wulsbüttel liegt zwischen den Städten Bremerhaven und Bremen. Die Ortschaft befindet sich im südöstlichen Teil der Einheitsgemeinde Hagen im Bremischen.

### Nachbarorte
|           | Dorfhagen                                   | Albstedt                                   |
| Lehnstedt | Kompassrose, die auf Nachbargemeinden zeigt | Hoope                                      |
|           | Heine                                       | Osterholz-Scharmbeck (Landkreis Osterholz) |

(Quelle:)

## Geschichte

### Name
Der heutige Name entwickelte sich von Waldesbutli über Wulfesbüttel, Wulfsbüttel und Wulsebüttel zu Wulsbüttel. Der Name leitet sich also von Wald und siedlungshistorisch von den Büttel-Ortschaften ab. Büttel kommt vom  indogermanischen bhu (bauen, sein), daraus wurden dann u. a. die Endsilben -butli und -büttel. Büttelortschaften sind also Siedlungsgebiete von Haus und Hof.

### Geschichte
Die germanischen Chauken besiedelten vor Christi Geburt das Gebiet beidseitig der Unterweser. Sächsische Stämme eroberten wahrscheinlich ab 300/400 n. Chr. weite Teile Niederdeutschlands und das Volk der Chauken ging in dem Stamm der Sachsen auf.
Im 11. Jahrhundert gelangte das Gebiet zum Bistum Bremen im Bremer Territorium.
Die heute evangelische romanische St.-Lucia-Kirche entstand um 1200. Die Alte Wassermühle Wulsbüttel ist um 1300 gebaut worden, das Löfflersche Niedersachsenhaus im Jahre 1673.
Nach 1648 ging das Erzbistum Bremen im schwedisch beherrschten Reichsterritorium Herzogtum Bremen auf, wurde 1719/1720 an das Kurfürstentum Braunschweig-Lüneburg (1815 Königreich Hannover) verkauft und kam ab 1866 an Preußen und 1946 an Niedersachsen.
Der 1974 gegründete Bürgerverein Wulsbüttel hat die Geschichte des Ortes, der Kirche, der Schule, der Sitten und Gebräuche, des Handels und der Bauernhöfe in einer Dorfchronik Wulsbüttel festgehalten.

### Eingemeindungen
Die Samtgemeinde Hagen entstand zum 1. Januar 1970 und umfasste mit Wulsbüttel zunächst 16 Gemeinden. Nach § 7 des Gesetzes zur Neugliederung der Gemeinden im Raum Bremervörde vom 13. Juni 1973 (Nds. GVBl. S. 183) wurden die zuvor eigenständigen Gemeinden Albstedt, Heine, Hoope und Lehnstedt im Zuge der Gebietsreform in Niedersachsen, die am 1. März 1974 stattfand, in die Gemeinde Wulsbüttel eingegliedert.
Zum 1. Januar 2014 erfolgte die Auflösung der Samtgemeinde Hagen und deren Mitgliedsgemeinden sowie die Neubildung der Einheitsgemeinde Hagen im Bremischen mit seinen 16 Ortschaften.

### Einwohnerentwicklung
| Jahr | Einwohner | Quelle |
| ---- | --------- | ------ |
| 1910 | 138       | [ 6 ]  |
| 1925 | 131       | [ 7 ]  |
| 1933 | 126       | [ 7 ]  |
| 1939 | 116       | [ 7 ]  |
| 1950 | 240       | [ 8 ]  |
| 1956 | 200       | [ 8 ]  |
| 1973 | 229       | [ 1 ]  |
| 1975 | 1314 ¹    | [ 9 ]  |
| 1980 | 1359 ¹    | [ 10 ] |

| Jahr | Einwohner | Quelle |
| ---- | --------- | ------ |
| 1985 | 1488 ¹    | [ 10 ] |
| 1990 | 1471 ¹    | [ 10 ] |
| 1995 | 1779 ¹    | [ 10 ] |
| 2000 | 1822 ¹    | [ 10 ] |
| 2005 | 1934 ¹    | [ 10 ] |
| 2010 | 1893 ¹    | [ 10 ] |
| 2013 | 1870 ¹    | [ 10 ] |
| 2017 | 531       | [ 2 ]  |
| 0    | 0         | 0      |

¹ jeweils zum 31. Dezember
|  |

## Politik

### Gemeinderat und Bürgermeister
Auf kommunaler Ebene wird die Ortschaft Wulsbüttel vom Rat der Gemeinde Hagen im Bremischen vertreten.

### Ortsvorsteher
Der Ortsvorsteher von Wulsbüttel ist Hannes Mahlstedt (SPD). Die Amtszeit läuft von 2016 bis 2021.

### Wappen
Der Entwurf des Kommunalwappens von Wulsbüttel stammt von dem Heraldiker und Wappenmaler Albert de Badrihaye, der zahlreiche Wappen im Landkreis Cuxhaven erschaffen hat.
| Wappen von Wulsbüttel | Blasonierung: „In Grün über einem goldenen Eichenzweig mit einer Eichel zwischen zwei Blättern eine silberne Lilie.“                                                                             |
| Wappen von Wulsbüttel | Wappenbegründung: Der Eichenzweig weist auf den alten Waldbestand der Gemeinde hin. Die Lilie erinnert daran, dass das Kloster Lilienthal vom 13. Jahrhundert an die Vogtei über das Dorf besaß. |

## Kultur und Sehenswürdigkeiten

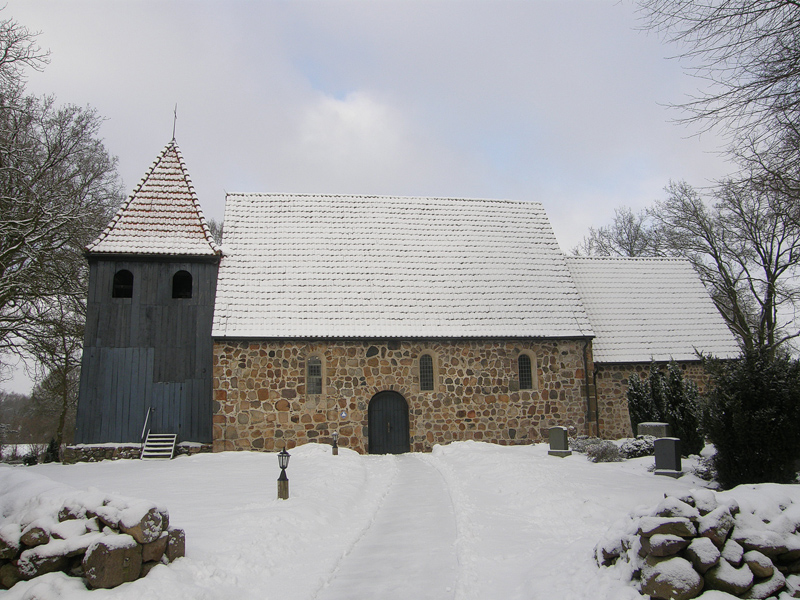
St.-Lucia-Kirche in Wulsbüttel

### Bauwerke
- Romanische St.-Lucia-Kirche wurde um 1200 einschiffig aus Feldsteinen erbaut, der hölzerne Westturm ist jüngeren Datums. Das Kirchenschiff und der eingezogene Chor haben jeweils drei Rundbogenfenster. Der Altaraufsatz stammt von 1669, das Mittelbild von 1894, der Kelch aus der Mitte des 15. Jahrhunderts und die drei Glocken von um 1300.
- Alte Wassermühle Heesen von um 1880 auf dem idyllisch gelegenen Hof Heesen vom 18. und 19. Jh., 1718 erstmals urkundlich erwähnt
- Löfflersche Niedersachsenhaus als Wohn- und Wirtschaftsgebäude Lindenstraße 6 von 1673 ist das älteste Hallenhaus in Fachwerk im Landkreis
- Großsteingrab Wulsbüttel (im 19. oder frühen 20. Jahrhundert zerstört)

### Naturdenkmale
- Zwei Eichen (seit 2. Oktober 1995)
- Eine Buche (seit 2. Oktober 1995)
- Baumpaar: 1 Eiche, 1 Buche (seit 2. Oktober 1995)

### Grünflächen und Naherholung
- Der Campingplatz mit den Badeseen

### Vereine
- Bürgerverein Wulsbüttel
- Freiwillige Feuerwehr Wulsbüttel
- Förderverein Kindergarten Waldbutjer
- Landfrauenverein Wulsbüttel und Umgebung
- Schützenverein Wulsbüttel und Umgebung
- Verein „Alte Schule“

## Wirtschaft und Infrastruktur

### Öffentliche Einrichtungen
- Verbandsverwaltung in Hagen
- Schullandheim Dreptefarm
- Haus am Paschberg
- Kindergarten Wulsbüttel

## Persönlichkeiten

### Söhne und Töchter des Ortes
- Julius Krusewitz (1850–1923), Architekt, Fachlehrer und Autor

### Personen, die mit dem Ort in Verbindung stehen
- Heinrich Pape (1745–1805), evangelischer Theologe und Geistlicher, wurde 1770 zum Prediger in Wulsbüttel ernannt

## Sagen und Legenden
- Der Bienendieb[13]